# Cervantes (Lugo)
Cervantes es un municipio español situado en la parte oriental de la provincia de Lugo, en la comunidad autónoma de Galicia. El municipio cuenta con 21 parroquias.

## Geografía
Situado en el entorno natural montañoso de la comarca de Los Ancares lucenses, en sus inmediaciones se localizan las siguientes cumbres, algunas compartidas con León: el Mustallar (1975 m), Pena Larga (1890 m), Lagos (1876 m), Corno Maldito (1858 m), Charcos (1874 m), Pena Rubia (1821 m), Tres Bispos (1793 m), Formigueiros (1643 m), Piapaxaro (1616 m), el Tesón (1374 m), Pena (1118 m), Lago (1085 m), Pena Ouviaña (993 m) y Pico Murado (1311 m). Estas elevaciones se localizan en las sierras próximas de A Trapa, Lóuzara, O Oribio, O Rañadoiro, O Piornal y O Courel.

## Naturaleza
Desde 2006, el territorio del municipio es parte de la Reserva de la Biosfera de Os Ancares Lucenses y Montes de Cervantes, Navia y Becerreá junto con Navia de Suarna y Becerreá.

### Flora
Las tierras de Cervantes albergan en las montañas orientales una gran riqueza florística. Sobre el total gallego, que se sitúa alrededor de 2200 especies y subespecies; solo en la sierra vecina de El Caurel se cuentan con 800 táxones, casi el 40 % del total, en un área que representa el 1 % de la superficie gallega. El catálogo de Los Ancares, incluidas las dos vertientes, se compone de 1028 especies y subespecies plantas vasculares (cormófitos), aproximadamente la mitad de las existentes en el conjunto de Galicia. Solo de orquídeas hay 16 especies en Los Ancares, más de la mitad de ellas ligadas a los afloramientos calcáreos. Se contabilizan también allí 33 helechos, lo que sitúa esas montañas en la clase 7 de riqueza pteridodológica, sobre un máximo de 8, junto a las zonas de mayor diversidad de helechos de España.
El relativo buen estado de conservación del área se traduce en la existencia de restos boscosos con una buena presencia de árboles: carballo, roble de montaña, rebollo, encina, haya, tejo, olmo de montaña, avellano, acebo, arce, abedul, castaño, cerezo, serbal, fresno, aliso, sauces y chopos.
En Galicia solo las altas cumbres de Los Ancares y Trevinca se sitúan por encima del límite del bosque, cada una con su matorral correspondiente.

### Fauna
De las 75 especies de reptiles y anfibios que viven en la España peninsular e insular 27 están presentes en Los Ancares: triturus (3 especies), rana (6 especies), lagartos y lagartijas(Lacerta), víboras y serpientes (6 especies). Entre las aves tienen importancia las paseriformes por su buena representación, seguidas de las acipitriformes, entre las cuales destacan el águila culebrera, los azores y los gavilanes los abundantes ratonero común y aguilucho pálido. No faltan la perdiz roja y la perdiz pardilla o el urogallo. Casi llegan al medio centenar los mamíferos presentes en Os Ancares. El ciervo —que previsiblemente supone el origen del nombre del municipio de Cervantes— fue abundante, como en toda Galicia; desaparecido hace tiempo, fue reintroducido en esa sierra hace un cuarto de siglo. Otro tanto ocurre con el gamo, que fue intoducido en la década de los sesenta, aunque volvió a desaparecer posteriormente.

## Toponimia
Según lo afirma el mismo ayuntamiento de Cervantes, y tal como se refleja en su escudo, el topónimo haría referencia a que la zona es tierra de ciervos. El nombre provendría entonces del latín cervus, un origen que rechaza el lingüista Moralejo Laso que sugiere un origen prelatino. Por su parte, Nicandro Ares lo relaciona con los antropónimos latinos Servandus o Servantius, que tienen la misma raíz que servus y siervo, esclavo de un señor.

## Historia

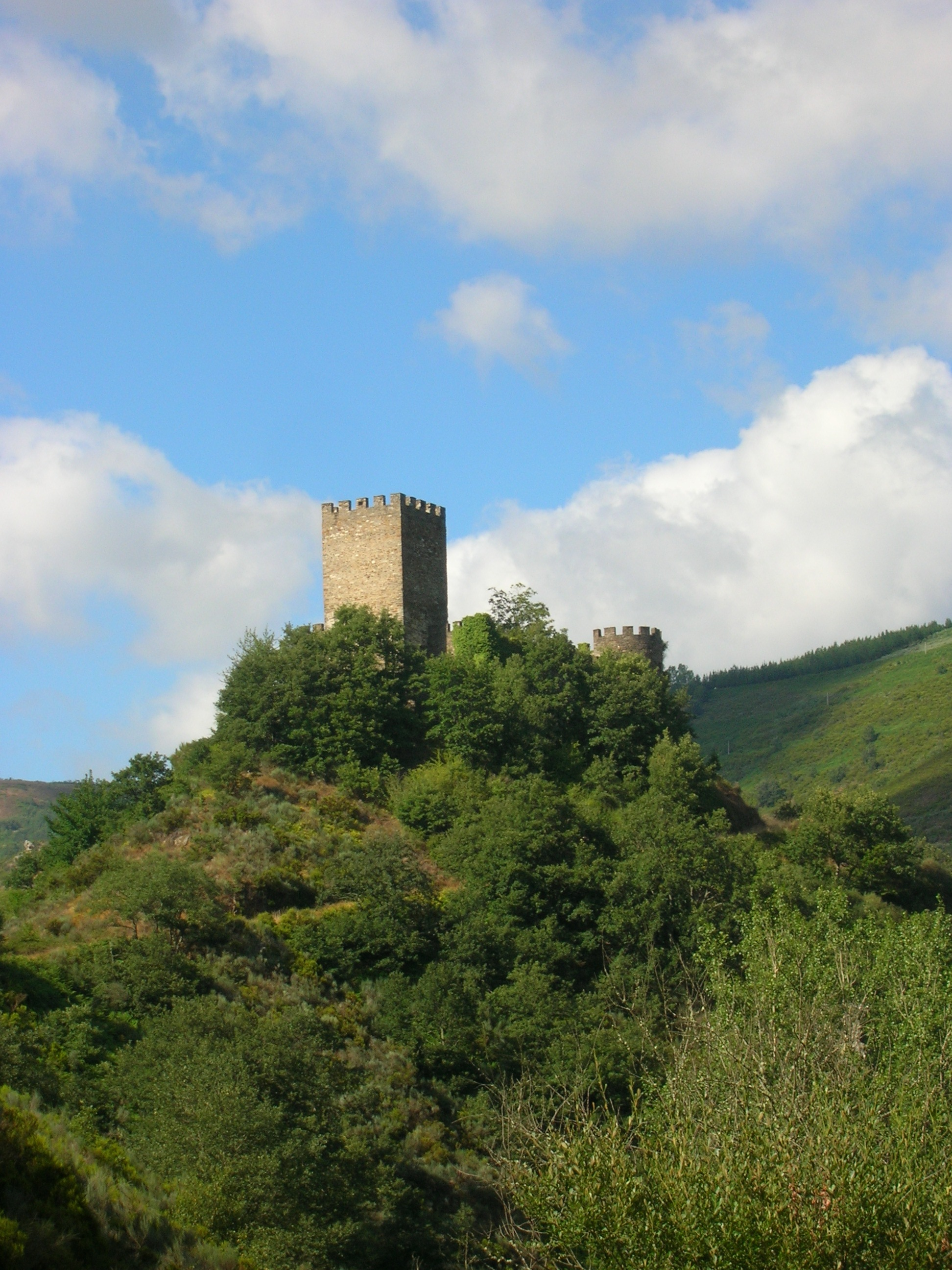
Vista del Castillo de Doiras, situado en la parroquia de Vilarello del municipio de Cervantes.

Los primeros asentamientos en el concello de Cervantes son de origen prerromano. De la cultura castreña se conservan el castro de Santa María de Cervantes, cuyo origen data de la Edad del Hierro. De esa misma época proceden las pallozas típicas de Los Ancares, existentes todavía en aldeas como Piornedo, Vilarello, Donís, Robledo, Pozo, Pando o Sevane.
Durante la Edad Media las tierras pertenecieron a diferentes nobles, como el marqués de San Sadurniño (que residieron hasta finales del siglo XIX en el castillo de Quindós), o el señor de Cervantes, conde de Villanueva de Cañedo y marqués de Alcañices, que ejerció jurisdicción en la zona desde el castillo de Doiras. La actual demarcación del concello llegó a estar dividida entre dos señoríos: el de San Miguel de los Agros y el de los condes de Grajal.
Se dice que el cardenal de las Indias Españolas, Álvaro de Mendoza Caamaño Sotomayor, era natural de Pando de Donís, y mandó construir en Lama de Rei un suntuoso pazo.
Durante la guerra de Independencia las tropas napoleónicas, llegadas por el Camino Real de Castilla encontraron resistencia por parte de las alarmas populares, que amparados por la orografía comarcal causaron varias bajas en el ejército invasor.

### Miguel de Cervantes
Según algunos historiadores, en esta tierra hay que situar el probable origen del linaje de Miguel de Cervantes, ya que el apellido Saavedra aparece en los registros bautismales de la parroquia de Vilarello da Igrexa con anterioridad al nacimiento del principal autor de la literatura castellana. Además, al comienzo del capítulo XXXIX de la primera parte de El Quijote, Cervantes pone en boca del cautivo acompañante de Zoraida —que muchos identifican con el propio autor— las siguientes palabras: En un lugar de las Montañas de León tuvo principio mi linaje, con quien fue más agradecida y liberal la naturaleza que la fortuna, aunque en la estrechez de aquellos pueblos todavía alcanzaba mi padre fama de rico....
Todavía vive gente en lo que los lugareños llaman O Palacio dos Saabedra en esa pequeña aldea "Vilarello da Igrexa" del concello de Cervantes (Lugo), que hoy más bien parece una casa vieja de pueblo que un palacio, pero todavía se les conoce a sus habitantes por "os do palacio de Vilarello". Según ellos, Miguel de Cervantes era hijo bastardo de un hombre de sangre noble y una sirvienta de ese palacio. Marchó a Alcalá de Henares con su madre, donde fue inscrito en el registro cuando era ya un niño crecido, (por aquel entonces era bastante común registrar los nacimientos cuando el niño ya tenía varios años de vida, añadido, claro está, el factor de la bastardía.
Pero el esclarecimiento de su procedencia todavía guarda cierto aire misterioso, que sin duda viene alentado por la falta de documentos y pruebas que sitúen su nacimiento, parece difícil (si en verdad era bastardo) encontrar algún hilo del que poder tirar para esclarecer su cuna.

### O cable: el teleférico maderero
A principios del siglo XX se intensificó la explotación de los robledales que cubren ambas vertientes de la sierra de Ancares, para suministrar traviesas a las líneas ferroviarias en construcción. En Cervantes en particular se implantó una importante empresa maderera, asociada con el Banco Riestra de Pontevedra, que instaló un aserradero en el lugar de Os Cabaniños, en la parroquia cervantega de Doiras, abriendo para ello una pista entre ambas aldeas. Los troncos se bajaban del monte al aserradero en carros con mulas o se despeñaban por las laderas. Para dar salida a las traviesas se montó un teleférico de entre ocho y once kilómetros que recorría el municipio de Cervantes en línea recta hasta la aldea de O Portelo, en el límite con la provincia de León, salvando desniveles de 800 metros. Allí se cargaban en camiones para los que se construyó una carretera que bajaba de la sierra hasta Ambasmestas para luego alcanzar Villafranca del Bierzo. Para soportar y tensar el cable por el que se desplazaban las vagonetas, se levantaron una decena de torretas de las que aún quedan restos en las aldeas de Fieiró, Chandorto o Aucella. En Os Cabaniños la empresa instaló las oficinas de la empresa, barracones de madera para los obreros y viviendas de ladrillo para los directores y capataces, así como un economato con todos los servicios para los obreros.
El impacto de aquella empresa forestal fue enorme y trajo años de bonanza económica en Cervantes. Buena parte de sus habitantes trabajaban allí y apoderaron el teleférico «O cable». Las actividades madereras terminaron después de 1925, cuando quebró el banco Riestra.

## Geografía humana

### Organización territorial
El municipio está formado por ciento cuarenta entidades de población distribuidas en veintiuno parroquias:
- Ambasvías (Santa Eulalia)[13]
- Cancelada[12]
- Castelo (San Pedro)
- Castro[12]
- Cereixedo (Santiago)
- Cervantes (San Pedro)[12]
- Donís (San Fiz)
- Dorna (Santa María)
- Lamas (San Xiao)
- Mosteiro[12]
- Noceda (San Pedro)
- Pando[12]
- Quindós[12]
- Ribera[12] (San Martín)
- San Román de Cervantes (San Román)
- Vilarello (Santa María)
- Villapún[12] (Santa Coloma)[14]
- Villaquinte[12]
- Villasante[12]
- Villaspasantes[12]
- Villaver[12]

### Demografía
Cuenta con una población de 1187 habitantes (INE 2024).
| Gráfica de evolución demográfica de Cervantes entre 1842 y 2021                                                       |
| |
| Población de derecho según los censos de población del INE. Población de hecho según los censos de población del INE. |

## Legado
En geología, el óxido de antimonio se llama comúnmente cervantita por haber sido descrito por primera vez en la localidad en 1854.